# Zuzanna Hulisz
Zuzanna Hulisz (* 15. Juli 1999) ist eine polnische Leichtathletin, die sich auf den 100-Meter-Hürdenlauf spezialisiert hat.

## Sportliche Laufbahn
Erste internationale Erfahrungen sammelte Zuzanna Hulisz im Jahr 2016, als sie bei den erstmals ausgetragenen Jugendeuropameisterschaften in Tiflis über 100 m Hürden bis in das Halbfinale gelangte und dort mit 14,51 s ausschied. Im Jahr darauf gelangte sie auch bei den U20-Europameisterschaften in Grosseto bis ins Semifinale und schied dort mit 14,54 s aus. 2019 schied sie bei den U23-Europameisterschaften in Gävle mit 13,57 s ebenfalls im Halbfinale aus. Bei den World Athletics Relays 2021 im heimischen Chorzów wurde sie in 56,68 s Zweite in der Hürden-Pendelstaffel hinter dem Team aus Deutschland und stellte damit eine neue nationale Bestleistung auf.

## Persönliche Bestzeiten
- 100 m Hürden: 13,39 s (+1,3 m/s), 19. August 2020 in Bydgoszcz
  - 60 m Hürden (Halle): 8,29 s, 20. Februar 2021 in Toruń